# Casemodding

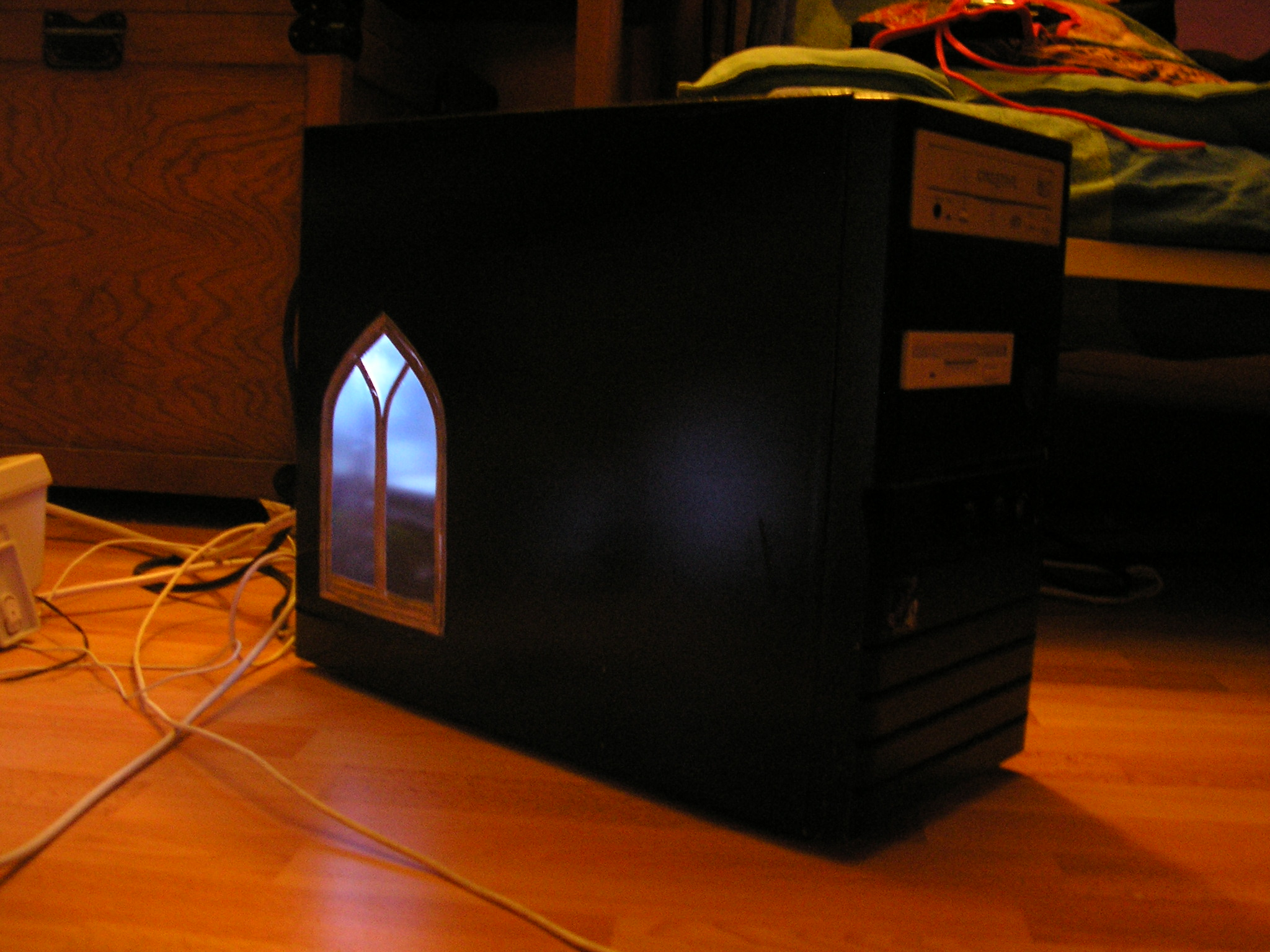
Počítač se zabudovaným svítícím oknem

Casemodding je spojení dvou anglických slov: case, neboli počítačová skříň, a modding, neboli přeměna, úprava.
Takže jde o upravování počítačových skříní. Podstatou casemoddingu je odlišit svoji počítačovou skříň od jiné, takže každá case je po úpravách jiná. Samotným upraveným skříním se říká casemody a člověk, který casemod vytváří je casemoder. Úpravy jsou různé, počínaje od vyříznutím mřížek pro ventilátory - lepší průtok vzduchu a menší hlučnost, až po kompletně předělané skříně. Nezáleží jak starou či novou, levnou či drahou skříň vlastníte upravit se dá cokoli, a jakkoliv, fantazii se meze nekladou. Někdo preferuje decentní tuning tj. např. okno v bočnici a decentní bíle osvětlené z diod nebo z katod. Jiní se naopak vrhají doslova do brutálních módu u kterých nepoznáte původní skříň od dokončeného modu, jedná se o rozsáhlé úpravy předních panelů, udělání krásných oken v bočnicích, nalakování jak vnějšku tak i vnitřku skříně, a celkově je v nich předěláno kompletně vše. Pro casemodding nepotřebujete nějaké extra nástroje, běžně vám postačí uhlová bruska, pár pilníků, trošku zručnosti a okno v bočnici máte hned. Velmi šikovný pomocník je přímá bruska. S ní dokážete opravdu skvostná okna, krásně kulatě vyřízlé otvory na ventilátory, dá se s ní udělat perfektní gravír do plexiskla a celkově je to velký pomocník.
Casemodding můžeme dělit na různá odvětví:
- Optický casemodding: přidávání různých doplňků do case, upravování toho, co se od výrobce nelíbilo, změny barev, různé malůvky, okna z průhledných nebo průsvitných materiálů, nejznámější a často přeceňovanou úpravou jsou všelijaká svítidla od obyčejných LED po UV trubice
- Chlazení: zlepšené odvádění teplého vzduchu ze skříně nejčastěji přidáváním fanů (ventilátorů), což je taky nejčastější chyba, víc větráků neznamená lepší větrání… Modeři se uchylují k přeuspořádání komponent uvnitř case, efektivnějšímu umístění větráků, nahrazení malých vysokootáčkových za větší nízkootáčkové nebo za stejné rozměry ovšem kvalitnější s garancí menší hlučnosti. Krokem do jiné oblasti je vodní chlazení - vodník.
- Přetaktování: zvyšování frekvence procesoru a další „ladění“ komponent v počítači. Při přetaktování však může dojít k poškození nebo zničení dané komponenty (modernější komponenty se proti tomu většinou umí dobře bránit).

Z hlediska casemoddingu se počítačové skříně dělí na:
- „Sériovky“: skříně bez moddingových doplňků, běžně prodávané a vyráběné ve velkém. Casemodér je sám dodatečně upraví.
- „HomeMade case“: Skříň od základů postavená casemodérem, nejčastěji z nějakého netradičního materiálu. Každý kus je jedinečný.
- Zmoddingované sériovky: case, které jsou již od výrobce upravené a vybavené různými doplňky pro casemodding.

Často se lze setkat i s označením PC tuning. Samotný tuning znamená především úpravy osobních aut.